# Лиленков, Георгий Павлович
Георгий Павлович Лиленков (28 сентября (11 октября) 1900 года, с. Новый Усад, Арзамасский уезд, Нижегородская губерния — 7 января 1967 года, Горький) — советский военный деятель, гвардии генерал-майор (30 мая 1942 года).

## Начальная биография
Родился 28 сентября (11 октября) 1900 года в селе Новый Усад ныне Арзамасского района Нижегородской области в крестьянской семье.
В 1915 году окончил 2-классное Министерское училище в деревне Новый Усад.

## Военная служба

### Гражданская война
В июне 1919 года призван в ряды РККА и направлен в 7-й Приволжский запасной полк, дислоцированный в Сызрани, в составе которого служил красноармейцем и младшим командиром и принимал участие в боевых действиях на территории Симбирской и Пензенской губерний. В августе Лиленков направлен в 1-й Смоленский запасной полк в составе Западного фронта, где после окончания полковой школы служил на должности младшего командира.
В мае 1920 года направлен на учёбу на 31-е Смоленские пехотные командные курсы. В июне того же года вступил в ряды РКП(б). Во время учёбы курсантом и младшим командиром в течение июля — августа участвовал в ликвидации бандитизма на территории Смоленской губернии, а в марте 1921 года — в подавлении Кронштадтского восстания.
В октябре 1921 года окончил курсы и направлен в 129-й Курский стрелковый полк (15-я стрелковая дивизия), где служил на должностях командира взвода и роты, а с декабря того же года — на должностях командира взвода и командира летучего отряда, находясь на которых, принимал участие в боевых действиях против бандитизма на территории Николаевской губернии.

### Межвоенное время
В октябре 1922 года Лиленков направлен на учёбу в Высшую тактико-стрелковую школу комсостава, которую окончил в августе 1923 года и направлен в 43-й стрелковый полк (15-я стрелковая дивизия), где служил на должностях командира роты, помощника командира батальона, помощника начальника штаба полка и командира батальона.
В ноябре 1930 года назначен на должность командира батальона в составе 240-го стрелкового полка (80-я стрелковая дивизия, Украинский военный округ), дислоцированного в Луганске, а в июне 1931 года — на должность начальника штаба 138-го стрелкового полка (46-я стрелковая дивизия), дислоцированного в Переяславле.
В июне 1932 года направлен на учёбу на основной факультет Военной академии имени М. В. Фрунзе, после окончания которого в апреле 1936 года назначен на должность начальника 3-го (учебно-оперативного) отделения 1-го отдела штаба Забайкальского военного округа, в сентябре 1937 года — на должность начальника 1-го отдела штаба 57-го особого корпуса, а в ноябре 1938 года — на должность начальника штаба 36-й моторизованной дивизии, находясь на которой, принимал участие в боевых действиях на реке Халхин-Гол.
В декабре 1939 года назначен на должность начальника группы контроля штаба Одесского военного округа, в декабре 1940 года — на должность заместителя командира 51-й стрелковой дивизии, дислоцированной в Аккермане, в марте 1941 года — на должность командира 211-й стрелковой дивизии (Орловский военный округ), после расформирования которой в начале июня того же года — на должность начальника Ярославского пехотного училища.

### Великая Отечественная война
С началом войны находился на прежней должности.
12 июля назначен на должность командира 288-й стрелковой дивизии, формировавшейся в селе Карабиха в районе Ярославля. После завершения формирования дивизия под командованием полковника Г. П. Лиленкова в середине августа была передислоцирована в район села Грузино, где заняла оборонительный рубеж по реке по реке Волхов, где вела тяжёлые оборонительные боевые действия.
В январе 1942 года назначен на должность начальника штаба 259-й стрелковой дивизии, а 10 марта — на должность командира 378-й стрелковой дивизии, которая вскоре во время Любанской наступательной операции попала в окружение в районе города Чудово, после чего вела боевые действия в районе Ольховские хутора, Спасская Полисть и 24 апреля вышла из окружения.
30 июня 1942 года назначен на должность командира 4-й гвардейской стрелковой дивизии, оборонявшейся в районе Мясной Бор — Любино Поле, а в августе передислоцированной в район Сталинграда, где заняла оборону в районе станицы Сиротинская и затем — в Котельниковской и Ростовской наступательных операций, вследствие которых вышла к реке Миус.
В июне 1943 года направлен на учёбу на ускоренный курс при Высшей военной академии имени К. Е. Ворошилова, после окончания которого в феврале 1944 года назначен на должность командира 36-й гвардейской стрелковой дивизии, которая в начале марта была передислоцирована в район Кировограда, после чего принимала участие в боевых действиях в ходе Уманско-Ботошанской, Ясско-Кишинёвской, Дебреценской и Будапештской наступательных операций, а также в освобождении Будапешта, в результате чего дивизия была награждена орденом Кутузова 2 степени. Вскоре дивизия под командованием генерал-майора Г. П. Лиленкова участвовала в ходе Балатонской оборонительной и Венской наступательной операций.

### Послевоенная карьера
22 мая 1945 года генерал-майор Г. П. Лиленков освобождён от занимаемой должности и в сентябре того же года назначен начальником Симферопольского пехотного училища, расформированного в апреле 1947 года, в июне 1947 года — начальником Кемеровского пехотного училища, а в мае 1951 года — начальником Омского пехотного училища имени М. В. Фрунзе.
Генерал-майор Георгий Павлович Лиленков в октябре 1954 года вышел в запас. Умер 7 января 1967 года в Горьком. Похоронен на Старом Автозаводском кладбище.

## Награды
- Орден Ленина (21.02.1945);
- Четыре ордена Красного Знамени (16.02.1922, 21.02.1944, 03.11.1944, 15.11.1950);
- Орден Суворова 2 степени (13.09.1944);
- Орден Кутузова 2 степени (28.04.1945);
- Орден Отечественной войны 1 степени (29.03.1943),
- Медали.